# Zkaženej kocour
Zkaženej kocour (v originále Kötü Kedi Şerafettin) je turecký animovaný film z roku 2016, který natočil Mehmet Kurtuluş a Ayşe Ünal volně na motivy stejnojmenného komiksu Bülent Üstüna. Premiéru v tureckých kinech měl 5. února 2016. Byl promítán mimo soutěž na Filmovém festivalu v Annecy v roce 2016.